# Sigbjørn Bernhoft Osa
Sigbjørn Bernhoft Osa (3. maj 1910 i Ulvik i Hardanger – 2. februar 1990) var en norsk spillemand. Han spillede både violin og hardingfele og var den mest kendte musiker på sidstnævnte instrument i 20. århundrede.